# Tim Offerhaus
Tim Offerhaus (* 1. April 2005) ist ein deutscher Kinderdarsteller.

## Leben
Offerhaus debütierte im Fernsehen 2018 in der ARD-Serie Um Himmels Willen in der Rolle des Kevin Meier, der Sohn von Trude und Anton Meier, die er seit der Folge 219 verkörperte. 2019 spielte er eine unbenannte Rolle in der Serie Racko – Ein Hund für alle Fälle des Bayerischen Rundfunks. Seine erste Hauptrolle hatte er im Tatort: Lass den Mond am Himmel stehn (2020) als Basti Schellenberg. 2021 war er in der Rolle des Linus Pflüger in der ZDF-Serie Die Bergretter zu sehen. Offerhaus lebt in München.

## Filmografie (Auswahl)
- 2018–2021: Um Himmels Willen (Fernsehserie, 11 Folgen)
- 2019: Racko – Ein Hund für alle Fälle (Fernsehserie, 2 Folgen)
- 2020: Tatort: Lass den Mond am Himmel stehn
- 2021: Die Bergretter (Fernsehserie, 1 Folge)
- 2022: Strafe – nach Ferdinand von Schirach – Der Taucher (Fernsehreihe)
- 2025: Marie fängt Feuer – Verschüttet (Fernsehreihe)